# 대전보훈병원
대전보훈병원(大田報勳病院)은 보훈복지서비스의 제공 및 이로 인한 보훈가족의 삶의 질 향상을 위해 설립된 대한민국 국가보훈부 산하 한국보훈복지의료공단 소속의 보훈병원이다. 대전광역시 대덕구 대청로 82번길 147에 위치하고 있다.

## 연혁
- 1994년 6월 대전보훈병원 신축 기공
- 1995년 11월 대전보훈병원 설립준비단 설치 운영
- 1997년 10월 초대 이헌치 병원장 취임
- 1997년 11월 개원 행사
- 1997년 11월 진료 업무 개시
- 1999년 2월 김엽 병원장 취임
- 2004년 2월 심재익 병원장 취임
- 2007년 2월 이상천 병원장 취임
- 2008년 11월 조현묵 병원장 취임
- 2011년 12월 조현묵 병원장 재취임

## 조직

### 대전보훈병원장

#### 진료부
- 가정의학과
- 건강관리과
- 내과
- 마취통증의학과
- 비뇨기과
- 산부인과
- 소아청소년과
- 신경과
- 신경외과
- 안과
- 영상의학과
- 외과
- 이비인후과
- 재활의학과
- 정신건강의학과
- 정형외과
- 진단검사의학과
- 치과
- 피부과
- 한방진료과

#### 운영부
- 총무과
- 원무팀